# Xeniya Balabayeva
Kseniya ou Xeniya Balabayeva est une joueuse d'échecs kazakhe née le 26 décembre 2005. Maître international féminin en 2021 et championne du Kazakhstan 2023, elle a remporté la médaille d'argent par équipe au Championnat du monde par équipes de 2023 et à l'Olympiade d'échecs de 2024.
Au 1er août 2024, elle est la 11e juniore mondiale (filles âgées de 20 ans et moins) et est classée cinquième joueuse kazakhe avec un classement Elo de 2 335 points.

## Biographie et carrière
Xeniya Balabayeva est née en décembre 2005. Elle remporta la médaille d'or au Championnat d'Asie de l'Ouest des filles de moins de 14 ans en 2018 : la médaille d'or au championnat d'Asie (filles de 14 ans et moins) de parties rapides en 2019.
Elle participe à l'Olympiade d'échecs de 2022 au troisième échiquier de l'équipe féminine du Kazakhstan et marque la moitié des points (5,5 / 10). L'équipe féminine du Kazakhstan finit cinquième de l'olympiade chez les femmes.
Elle participe au championnat du monde d'échecs par équipes en 2023. Elle marque 0,5 points sur 1 lors de la phase de poule. L'équipe féminine du Kazakhstan finit première de la poule A, puis bat l'Allemagne en quart de finale, la France en demi-finale puis est battue en finale par la Géorgie.
Elle remporte le championnat du Kazakhstan d'échecs féminin en décembre 2023.
Elle participe à l'Olympiade d'échecs de 2024 au troisième échiquier de l'équipe féminine du Kazakhstan et marque 6,5 points en 9 parties. L'équipe féminine du Kazakhstan finit deuxième de l'olympiade chez les femmes.